# 10287 Smale
A 10287 Smale (ideiglenes jelöléssel 1982 UK7) a Naprendszer kisbolygóövében található aszteroida. Ljudmila Georgijevna Karacskina fedezte fel 1982. október 21-én.